# Mankato (Kansas)
Mankato è un comune degli Stati Uniti d'America, situato nello Stato del Kansas, nella Contea di Jewell, della quale è il capoluogo.

## Storia
Il comune, incorporato nel 1880 e originariamente chiamato Jewell Center, fu rinominato Mankato in onore dell'omonima cittadina del Minnesota.